# Temporada 1871-1872 del Liceu
La temporada 1871-1872 del Liceu va obrir excepcionalment a finals d'estiu per rebre la visita del nou rei Amadeu I de Savoia. Hi va haver diverses funcions de L'Ebrea, versió italiana de La juive de Halévy. Concretament, el rei va assistir a la funció del 18 de setembre. L'esdeveniment va tenir una brillantor més aviat pobra, ja que la nova dinastia no estava gens consolidada.
La temporada, pròpiament dita va començar a finals d'octubre, i va ser molt fluixa a causa de la forta crisi teatral deguda a la inestabilitat política i a la difícil situació econòmica. La temporada s'acabà prematurament el mes d'abril per programar una sarsuela: El molinero de Subixa, de Cristobal Oudrid. Després hi va haver encara deu funcions d'òpera italiana per tancar la temporada.
Els cantants que van actuar durant la temporada foren:

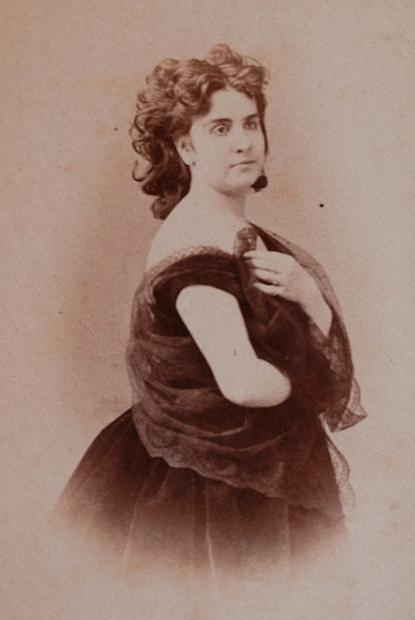
Dionisia Fité de Goula, que moriria un any després de cantar al Liceu

- Cornelia Castelli, prima donna soprano, de veu bastant intensa, però desigual, i que va tenir tan poca acollida del públic que només se la va veure en poques representacions, ja que va rescindir el seu contracte.[2]
- Damiana Pascal, cantatriu avantatjosament coneguda pels seus dots artístics. Va estar contractada poc temps, durant el qual va donar algunes representacions de L'Ebrea, Martha i Poliuto.[2]
- Filomena Llanes, prima donna mezzosoprano de veu clara, agradable i de regular volum, amb intel·ligència en el cant dramàtic, que va merèixer els aplaudiments del públic i es va sostenir durant tota la temporada.[2]
- Camila Maësen, prima donna soprano sfogato, de prou volum, extensa i espontània, amb qualitats molt notables de cantatriu dramàtica, doncs reuneix una vocalització acurada, escola correcta i de bon gust, execució àgil i segura, i consciència artística en la manera de fer ús dels seus dots i la seva habilitat en el cant. Aquesta artista va donar algunes representacions del Dinorah al mes de novembre i va merèixer entusiastes aplaudiments del públic.[2]
- Dionisia Fité de Goula, prima donna soprano, coneguda ja a Barcelona per haver cantat un any abans en un altre teatre d'aquesta capital. El seu debut al Liceu no va ser reeixit, ja que feia poc temps que havia passat un tràngol difícil, se li va notar la veu una mica feble, de manera que no va lluir en la Martha. Es va rehabilitar en el Faust i altres òperes que va cantar, durant els cinc mesos que va estar contractada. Tenia les qualitats d'una veu fresca i simpàtica, encara que de poc volum, disposicions molt poc comuns de cantatriu dramàtica, sentiment i gust en el cant i bon tarannà i naturalitat en l'escena.[2]
- Mariana Lamberti, prima donna soprano, de veu escassa i poc agradable, va ser mal rebuda i va donar molt poques representacions del Roberto.[2]
- N. Briol Nicolay, prima donna soprano, de veu voluminosa, robusta i vibrant, encara que de timbre una mica estrident. Sense agilitat de coll, en la seva execució hi havia brio, energia i suavitat de sons, amb un correcte colorit, i molta intel·ligència en el seu cant. Aquesta artista que va donar proves de bona cantatriu dramàtica, va ser contractada a principis de març i va cantar amb generals aplaudiments la Jone, l'Africana i la Norma, encara que d'aquesta última no en va sortir ben lliurada.[2]

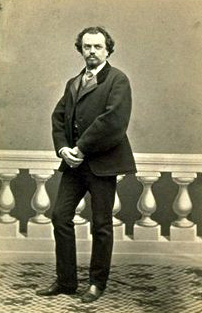
Leone Giraldoni ca 1865

- També van cantar les comprimàries Mercedes Ortiz i Matilde Bona durant tota la temporada teatral, encara que van prendre part en poques de les representacions líriques.[2]
- Manuel Carrión, tenor espanyol de bona reputació artística a Espanya i a Itàlia, on va cantar amb molt bon èxit en teatres de primera categoria. Amb una veu de tenor robusta i vibrant, encara que ja una mica cansada, i, per tant, poc espontània en certs punts Aquest artista, que en les funcions del mes de setembre i octubre de l'any anterior, havia cantat amb general aplaudiment al Liceu, va cantar en les representacions que es van donar de L'Ebrea al Liceu, amb motiu de les fires i de la vinguda del rei Amadeu a Barcelona. Després va ser contractat per l'empresa per a la temporada d'hivern, i des del seu debut al Roberto il Diavolo va ser blanc d'una càbala que amb indecoroses i injustificades demostracions d'uns pocs que es van proposar desprestigiar-lo. No obstant això, el tenor Carrión, va cantar la Lucia amb una enteresa i força de sentiment com pocs artistes de la seva especialitat la podrien cantar al dia. Malgrat l'esforç dramàtic que va donar el tenor per contrarestar la injustificada croada que es va promoure contra ell, el seu amor propi d'artista el va aconsellar de rescindir el seu contracte amb l'empresa.[2]
- Julio Ugolini, primer tenor de veu fresca, vibrant i de bon timbre, amb un estil de cant una mica incorrecte i malgirbat encara que va suplir aquests defectes artístics donant de vegades il·lació al cant i amb alguns trets d'expressió. Aquest artista va ser ben rebut i generalment aplaudit en les òperes que va cantar.[2]
- Francisco Steger, primer tenor ja conegut del públic per haver cantat dues curtes temporades al mateix coliseu. Aquest artista va ostentar les seves tan aplaudides qualitats de bon fraseig, acurada i expressiva dicció en el cant dramàtic, però aquesta vegada a la veu se li va notar bastant desmillorament en l'espontaneïtat, sens dubte causat per l'ús en la seva llarga carrera. Amb tot, el tenor Steger va ser un dels cantants predilectes del públic durant la temporada última.[2]
- Vittorio Cantoni, un altre primer tenor de veu poc agradable, que cantà sense seguretat i amb deixadesa, per aquest motiu va prendre part en poques representacions.[2]
- N. Maglioni, un altre primer tenor, a qui no se li van veure tampoc millors qualitats artístiques i que pel mateix motiu va funcionar també poc temps.[2]
- Luis Merly, baríton que va cantar en el mateix coliseu l'any anterior, i que en el passat va ostentar les mateixes rellevants dots i defectes, tot i que va aconseguir generals aplaudiments.[2]
- Pedro Fárvaro, primer baríton de veu plena i sonora, tot i que gutural, cantor dramàtic d'intel·ligència i experiència, que canta amb gust, seguretat i soltesa. Aquest artista va tenir bona acollida en el públic.[2]
- Severo Orsi, un altre primer baríton, de veu poc espontània i sense qualitats artístiques, per la qual cosa va cantar només dues o tres nits i va rescindir el seu contracte.[2]
- José David, primer baix de veu fresca i vibrant, encara que no molt voluminosa i una mica tremolosa. Aquest artista cantà amb intel·ligència, expressió i fins i tot amb entusiasme de vegades, qualitats que van ser ben rebudes i aplaudides pel públic.[2]
- Els altres artistes que van formar part de la companyia d'òpera, van ser Agustí Rodas, primer baix, José Cappelo, tenor comprimario, i el Sr Viñals, baix comprimario.[2]

Després d'una petita temporada de sarsuela, una nova empresa va oferir deu representacions d'òpera italiana amb un reduït nombre d'artistes:

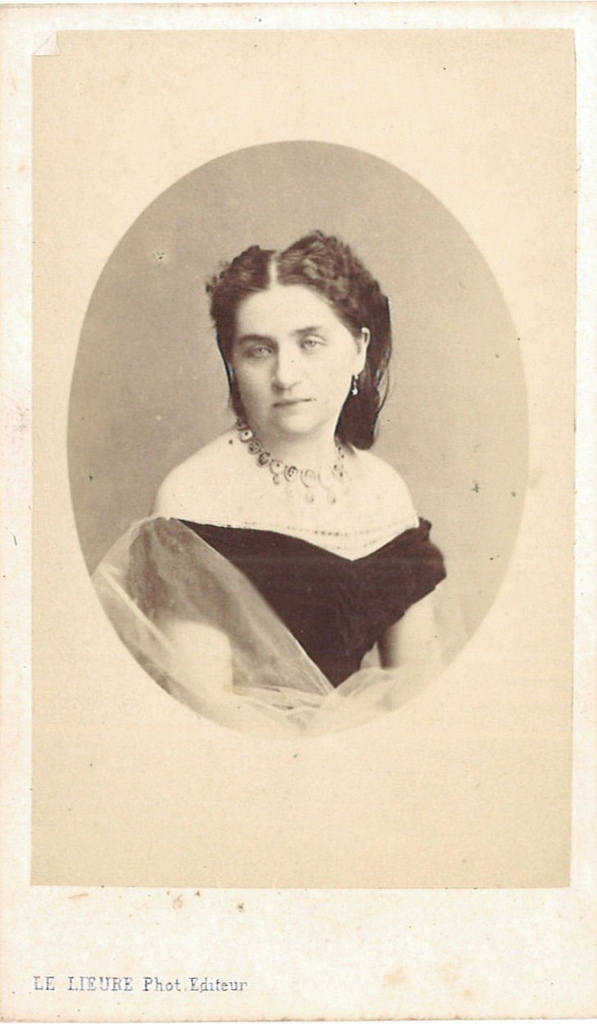
Carolina Ferni

- Carolina Ferni, prima donna soprano, amb una veu de regular volum i molt extensa en l'agut, encara que poc vibrant, amb alguns punts una mica opacs. La seva escola de cant era correcta, el seu estil acurat i molt expressiu, amb facilitat i neteja d'execució; cantà amb notable sentiment i intenció, i amb delicadesa i gust en els cantables llargs. Però aquesta distingida artista flaquejà de vegades en els passos en què el cant requeria expansió per la poca enteresa del seu òrgan vocal, i també abusà de vegades en introduir variants en els cantables i de fer les cadències finals inconnexes per ser massa complicades. La Carolina Terni no només va aconseguir ovacions pel seu talent de cantatriu dramàtica, sinó que també va aconseguir un brillant èxit com a violinista en les dues nits que es va presentar al mateix teatre, en les que va donar proves del seu talent poc comú i de la seva notable habilitat.[3]
- Teresina Ferni, cosina de l'anterior, prima donna, mezzosoprano de veu més vibrant, però menys extensa i una mica feble en els punts greus. Tenia també correcta escola, facilitat i neteja d'execució, gust i il·lació en el cant, de manera que quan cantava a duo amb la Carolina, produïen excel·lents efectes d'expressió, de colorit i d'execució, compartint la Teresina amb la seva cosina, els aplaudiments entusiastes del públic.[3]
- Antonio Aramburo, primer tenor de veu fresca, vibrant i de bon timbre, però que estava poc iniciat encara en l'art del cant. Va manifestar bones disposicions per al dramàtic, amb expressió i intenció, i va ser ben rebut del públic.[3]
- Leone Giraldoni, primer baríton que havia cantat en el mateix teatre dotze anys abans amb general aplaudiment. La seva veu, encara que de poc volum, es conservava encara sonora i de bon timbre, però es va distingir pel seu acurat gust, força d'expressió i intencionada dicció en el cant dramàtic: també va tenir molt bona acollida.
- Sebastiano Ronconi, aquest artista que feia vint-i-dos anys ja havia cantat de baríton a l'antic coliseu, i ja va conquistar llavors les simpaties del públic per l'excel·lent estil i expressió en el seu cant, tot i la seva escassa veu. Aquesta vegada, va ser contractat com a baix caricato, i malgrat la seva intel·ligència, naturalitat i gràcia, que va donar a conèixer en el gènere còmic, degut al seu escàs volum de veu, va fer poc efecte en el cant. Amb tot, aquest artista va ser molt aplaudit en el paper de marquès del segon acte de la Linda, que va ser l'únic que va cantar.
- Del-Fabro, baix de veu poc espontània i bastant opaca, que no va donar a conèixer qualitats artístiques recomanables, de manera que va deixar un buit en els papers que va exercir per no estar a l'altura d'ells.

| Temporada 1871-1872 del Liceu |                          |                                                 |                   | |           |                                   |
| Òpera                         | Compositor               | Director musical                                | Director d'escena | Papers principals | Producció | Dates                             |
| Roberto il Diavolo            | Giacomo Meyerbeer        |                                                 |                   | |           |                                   |
| Martha                        | Friedrich von Flotow     |                                                 |                   | |           |                                   |
| Poliuto                       | Gaetano Donizetti        | Eusebi Dalmau                                   |                   | Pietro Varvaro, José Gómez, Giulio Ugolini, Maria Pascal-Damiani, Agustí Rodas                                                                                                 |           | 4, 5, 9, 21 de novembre           |
| Dinorah                       | Giacomo Meyerbeer        |                                                 |                   | |           |                                   |
| Il barbiere di Siviglia       | Gioachino Rossini        | Eusebi Dalmau                                   |                   | José Capello/Vittorio Cantoni, Guglielmo Giordani, Filomena Llanes, Pietro Varvaro, Agustí Rodas, Caterina Mas-Porcell                                                         |           |                                   |
| Il trovatore                  | Giuseppe Verdi           |                                                 |                   | |           |                                   |
| Faust                         | Charles Gounod           |                                                 |                   | |           |                                   |
| Un ballo in maschera          | Giuseppe Verdi           | Eusebi Dalmau                                   |                   | Giulio Ugolini, Severino Orsi (20 desembre), Pietro Varvaro (la resta), Cornelia Castelli, Filomena Llanes, Dionísia Fité de Goula, Josep Gómez, Agustí Rodas, Francesc Viñals |           | 20, 25 desembre / 6, 19, 25 gener |
| Lucia di Lammermoor           | Gaetano Donizetti        |                                                 |                   | |           |                                   |
| L'Ebrea                       | Jacques Fromental Halévy |                                                 |                   | |           |                                   |
| Guiglielmo Tell               | Gioacchino Rossini       |                                                 |                   | |           |                                   |
| Rigoletto                     | Giuseppe Verdi           | Eusebi Dalmau (març) / Federico Nicolai (abril) |                   | Francesco Steger, Louis Merly, Dionísia Fité de Goula (març) / Carolina Briol-Nicolai (abril), Agustí Rodas, Filomena Llanes, Ercole Bargaglia                                 |           | 7, 10 març / 4, 6, 14 abril       |
| Jone                          | Errico Petrella          |                                                 |                   | |           |                                   |
| Norma                         | Vincenzo Bellini         |                                                 |                   | |           |                                   |
| La Africana                   | Giacomo Meyerbeer        |                                                 |                   | |           |                                   |
| Saffo                         | Giovanni Pacini          |                                                 |                   | |           |                                   |
| La favorita                   | Gaetano Donizetti        | Carlo Mangiagalli                               |                   | Carolina Ferni, Antonio Aramburo, Leone Giraldoni, Giovanni Battista Del Fabbro, Josep Gómez, Caterina Mas-Porcell                                                             |           | 15, 16 juny                       |
| Norma                         | Vincenzo Bellini         |                                                 |                   | |           |                                   |
| Linda di Chamounix            | Gaetano Donizetti        |                                                 |                   | |           |                                   |
| Maria di Rohan                | Gaetano Donizetti        |                                                 |                   | |           |                                   |
| La traviata                   | Giuseppe Verdi           | Eusebi Dalmau                                   |                   | Cornelia Castelli, Giulio Ugolini, Severino Orsi/Pietro Varvaro |           |                                   |